# GPIO

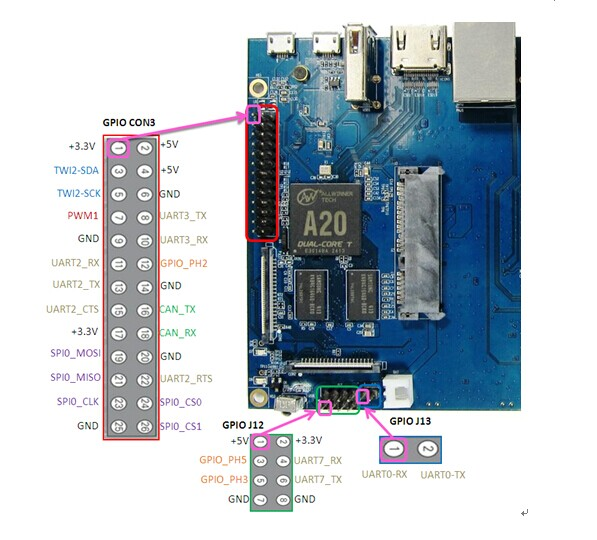
Tři univerzální vstupní/výstupní piny jednodeskového počítače Banana Pi

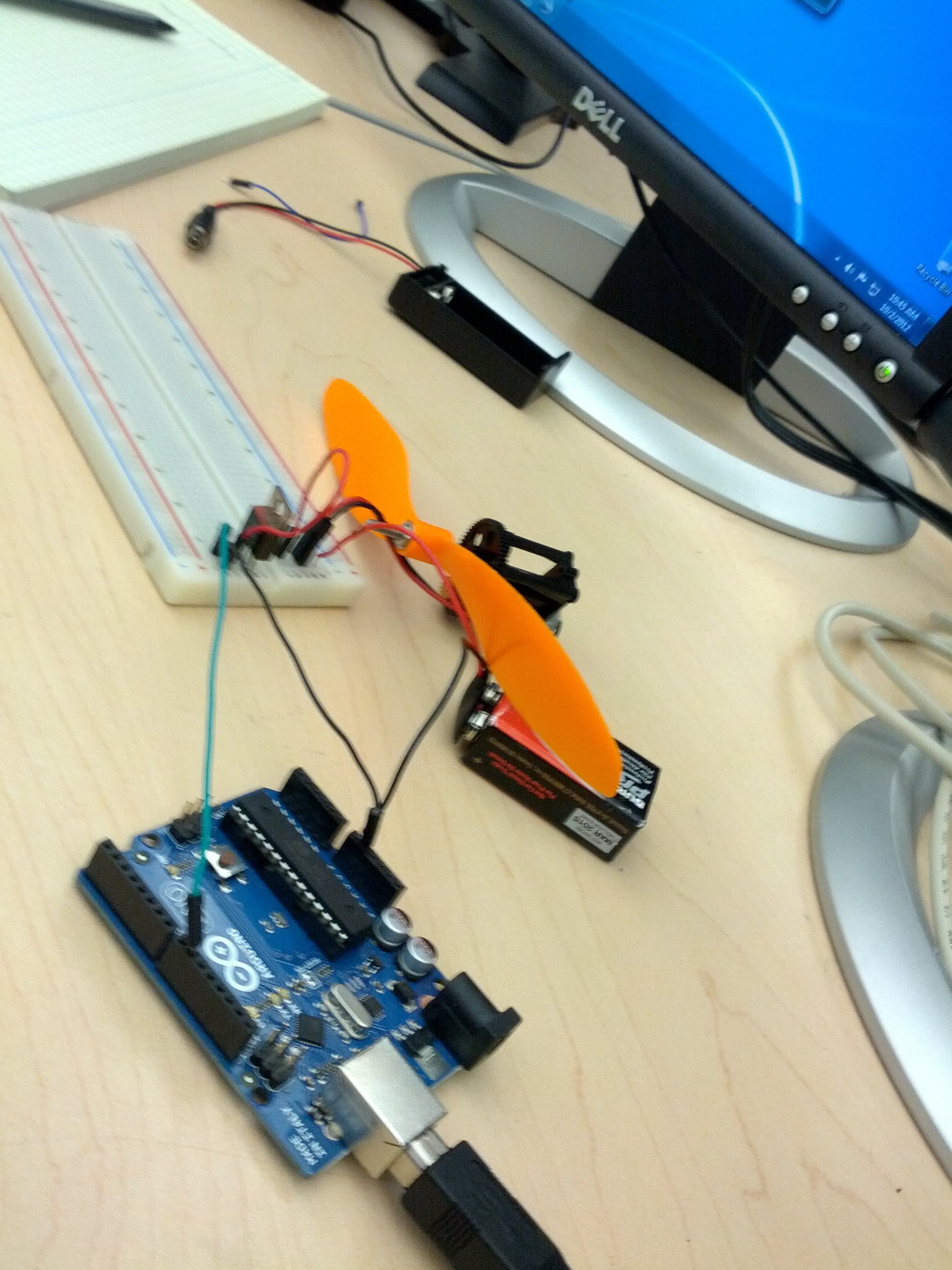
Motorek s vrtulí ovládaný přes GPIO mikrokontroléru Arduino (s pomocí tranzistoru a vlastního napájení)

GPIO (anglicky General-purpose input/output, česky Univerzální vstupní/výstupní pin) je označení pro takový přístupný elektrický kontakt zvaný pin buď integrovaného obvodu, nebo celého jednodeskového počítače, jehož využití je ponecháno na libovůli uživatele a programátora.
Pokud je takto k dispozici celá skupina kontaktů, bývají označovány za GPIO kanál nebo GPIO port.
Využití může být poměrně široké v závislosti na elektrických parametrech a kromě připojení jednoduchého spínače nebo kontrolní LEDky může být například pomocí relé přes GPIO kontrolováno i zařízení s vysokým odběrem. Pomocí GPIO může být také implementováno sériové periferní rozhraní nebo připojení sériové sběrnice typu I²C.